# 고찬수
고찬수(1968년 ~ )는 KBS 예능본부의 프로듀서이다. 

## 학력
- 연세대학교 행정학과 학사

## 경력
- KBS 예능본부 프로듀서
- MBC저널리즘스쿨 방송제작론 강사 겸 방송콘텐츠 기획 강사

## 연출한 프로그램
- 연예가중계
- 사랑의 리퀘스트
- 슈퍼TV 일요일은 즐거워
- 부부클리닉 사랑과 전쟁